# Duncan (British Columbia)
|                       | Jan   | Feb   | Mär   | Apr  | Mai  | Jun  | Jul  | Aug  | Sep  | Okt  | Nov   | Dez   |   |         |
| Mittl. Tagesmax. (°C) | 6,1   | 8     | 10,6  | 13,9 | 17,4 | 20,3 | 23,3 | 23,6 | 20,3 | 14,8 | 8,8   | 6,3   | ⌀ | 14,5    |
| Mittl. Tagesmin. (°C) | −1,1  | 0,1   | 1,2   | 3    | 6,2  | 9,1  | 10,7 | 10,5 | 7,2  | 3,8  | 1,2   | −0,5  | ⌀ | 4,3     |
|                       |       |       |       |      |      |      |      |      |      |      |       |       |   |         |
| Niederschlag (mm)     | 145,3 | 130,1 | 101,7 | 54   | 44,4 | 7,3  | 20,3 | 25,3 | 46,7 | 80   | 168,8 | 185,5 | Σ | 1.009,4 |

| −1,1 |

| 0,1 |

| 1,2 |

| 3 |

| 6,2 |

| 9,1 |

| 10,7 |

| 10,5 |

| 7,2 |

| 3,8 |

| 1,2 |

| −0,5 |

| −1,1 |

| 0,1 |

| 1,2 |

| 3 |

| 6,2 |

| 9,1 |

| 10,7 |

| 10,5 |

| 7,2 |

| 3,8 |

| 1,2 |

| −0,5 |

Duncan (offiziell The Corporation of the City of Duncan) ist eine Stadt auf Vancouver Island in der kanadischen Provinz British Columbia. Sie liegt 50 km von Victoria, der Provinzhauptstadt, entfernt und ist Verwaltungssitz des Cowichan Valley Regional District. Die Stadt nennt sich City of Totem (Stadt der Totempfähle), und nimmt damit die Kultur der First Nations in ihr Selbstbild auf.

## Geschichte
Erst in den 1980er Jahren holten die Stadt ihre ethnischen Minderheiten wieder stärker ins Bewusstsein der Öffentlichkeit. Damit rückten zunächst die First Nations der Region, vor allem die Cowichan, wieder in den Blickpunkt. So schuf Simon Charlie einige der größten Totempfähle Kanadas.
Die Stadt wurde nach dem 1836 in Sarnia in Ontario geborenen William Chalmers Duncan benannt. Er kam im Mai 1862 nach Victoria und schloss sich den rund hundert Siedlern an, die Gouverneur James Douglas zur Cowichan Bay schickte. Nachdem Duncan dort von Goldfunden gehört hatte, zog er an den Fraser River und in das Cariboo-Gebiet. Schließlich siedelte er sich beim heutigen Duncan an und heiratete 1876. Sein Sohn Kenneth wurde der erste Bürgermeister des Ortes, der seit 1912 Stadt ist.
Duncans Farm hieß Alderlea, und diesen Namen trug der Ort zunächst gleichfalls. Die im August 1886 eröffnete Esquimalt and Nanaimo Railway sollte auf ihrer Jungfernfahrt jedoch nicht in Alderlea halten. Da sich jedoch dort rund 2000 Menschen versammelten, hielt der Zug dennoch außerplanmäßig.
Im Südwesten des Ortes entstand durch den Eisenbahnbau eine Chinatown, die aus sechs chinesischen Familien bestand. Zu ihnen gehörten allein 30 Händler, die die Holzfäller, Bergleute und die Arbeiter in den Sägewerken und Fischfabriken mit dem Alltagsbedarf versorgten. Auch arbeiteten zahlreiche Chinesen als Holzfäller, z. B. bei der Hillcrest Lumber Company und der Mayo Lumber Company, oder als Arbeiter in Sägewerken, wie der Island Lumber Company in Somenos. Von der Chinatown blieb allerdings nichts übrig, da man sie 1969 abriss, um Platz für ein Gerichtsgebäude zu schaffen. So löschte die Stadt die Erinnerung an die Chinesen, deren Zuwanderung 1923 unterbunden worden war, fast aus. Nur außerhalb der Stadt, bei Whippletree Junction, sammelte man in den letzten Jahrzehnten Überreste der chinesischen Gemeinde.
Seit 1981 gibt es ein Heimatmuseum in der Stadt, das Cowichan Valley Museum.
Die Zuerkennung der kommunalen Selbstverwaltung für die Gemeinde erfolgte am 4. März 1912 (incorporated als City).

## Demographie
Die letzte offizielle Volkszählung, der Census 2016, ergab für die Ansiedlung eine Bevölkerungszahl von 4.944 Einwohnern, nachdem der Zensus 2011 für die Gemeinde noch eine Bevölkerungszahl von 4.986 Einwohnern ergab. Die Bevölkerung nahm damit im Vergleich zum letzten Zensus im Jahr 2011 um schwache 0,2 % und entwickelte sich weniger stark als der Provinzdurchschnitt, dort mit einer Bevölkerungszunahme von 5,6 %. Im Zensuszeitraum 2006 bis 2011 hatte die Einwohnerzahl in der Gemeinde noch um 1,1 % abgenommen, während sie im Provinzdurchschnitt um 7,0 % zunahm.
Zum Zensus 2016 lag das Durchschnittsalter der Einwohner bei 50,9 Jahren und damit weit über dem Provinzdurchschnitt von 42,3 Jahren. Das Medianalter der Einwohner wurde mit 54,4 Jahren ermittelt. Das Medianalter aller Einwohner der Provinz lag 2016 bei 43,0 Jahren. Zum Zensus 2011 wurde für die Einwohner der Gemeinde noch ein Medianalter von 52,3 Jahren ermittelt, bzw. für die Einwohner der Provinz bei 41,9 Jahren. Die Bevölkerung in Duncan altert damit stärker als in Provinzdurchschnitt.

## Bildung
1969 entstand unter dem Namen Malaspina University-College eine kleine Hochschule, die am 23. April 2008 zur Universität erhoben wurde und nun Vancouver Island University heißt. Andere Teile der VIU befinden sich in Nanaimo und Parksville, 100 bzw. 200 km nördlich von Duncan.

## Wirtschaft
Heute hat die Stadt eine große indianische Gemeinde, die durch die so genannten Cowichan Sweaters auf dem Modemarkt bekannt geworden ist.
Hingegen leidet die Holzindustrie nicht nur unter der Erschöpfung der Ressourcen, sondern zudem unter Rohholzexporten in die USA. In Erkenntnis der Bedeutung dieser Industrie gründete G. E. (Gerry) Wellburn das BC Forest Discovery Centre.

## Verkehr
Duncan liegt am Trans-Canada Highway (Highway 1). Dieser führt in Nord-Süd-Richtung durch das Stadtgebiet. Weiterhin beginnt im Norden der Stadt der Highway 18 nach Lake Cowichan.
Am südlichen Stadtrand befindet sich der örtliche Flugplatz (IATA-Code: DUQ, ICAO-Code: –, TC-LID: CAM3). Der Flugplatz verfügt nur über eine sehr kurze asphaltierte Start- und Landebahn von 463 Meter Länge.
Öffentlicher Personennahverkehr wird örtlich und regional durch Buslinien des „Cowichan Valley Regional Transit System“ angeboten, welches von BC Transit in Kooperation betrieben wird.

## Söhne und Töchter der Stadt
- Geoff Courtnall (* 1962), Eishockeyspieler
- Mac DeMarco (* 1990), Musiker
- Phil Dwyer (* 1965), Jazzmusiker
- Scott McCaig (* 1965), kanadischer Ordensgeistlicher und römisch-katholischer Militärbischof von Kanada